# 三木靖
三木 靖（みき やすし、1937年4月15日 - 2023年11月17日）は、日本の歴史学者。鹿児島国際大学短期大学部名誉教授。専門は中世城郭史。

## 生涯
東京出身。1965年に早稲田大学大学院文学研究科修了。鹿児島短期大学学長を経て、鹿児島国際大学との統合により、同大学短期大学部教授・学部長を務める。また、鹿児島国際大学生涯学習センター長、鹿児島県文化財保護審議会会長、音楽療法士養成協議会顧問を歴任する。研究では日本古文書学会、九州史学会、南島史学会で活動した。南九州における中世城郭史のほか薩摩島津氏の研究において第一人者である。
2013年4月に、瑞宝中綬章を受章。
2020年には、第71回南日本文化賞（学術部門）を受賞。
2023年11月17日、東京都の病院で肺炎のため死去。86歳没。

## 著書
- 『薩摩島津氏』新人物往来社、1972年
- 『島津義弘のすべて』新人物往来社、1986年
- 『鹿児島県の歴史』鹿児島城西ロータリークラブ、1997年
- 『荘園絵図研究の視座』奥野中彦編、東京堂出版、2000年
- 『薩摩と出水街道』向山勝貞、吉川弘文館、2003年